# Deioces
Deioces (tiếng Hy Lạp: Δηιόκης) là vị vua sáng lập vương triều Media theo Herodotus; Daiukku hay Dayukki theo tiếng Assyria, là một tổng đốc tỉnh Mannaean. Nhà sử học Herodotus có lẽ đã ghi sai tên ông.

## Deioces theo Herodotus
Theo Herodotus, Deioces, con của Phraortes, là một "người đàn ông đầy khả năng và tham vọng làm vua" trong thời gian ở đây không có người lãnh đạo; nhân dân đã tôn ông làm thủ lĩnh, rồi cuối cùng tôn ông làm vương: 
Chúng ta hãy chọn một người trong số chúng ta làm chúa, để cho chúng ta có thể sống và làm việc trong một nhà nước có kỷ luật, và không phải mất hết nhà cửa trong sự hỗn độn hiện nay.
Ông được thần dân xây cho cung điện đầu tiên và cũng là kinh đô, Ecbatana (Hamadan ngày nay). Ông biến xứ Media thành một nhà nước, và cải tổ luật pháp. Deioces qua đời sau khi ở ngôi suốt 53 năm; được kế vị bởi con trai là vua Phraortes, cha của Hoàng đế Cyaxares, người đã lật đổ Đế quốc Assyria và thành lập Đế quốc Media.

## Trong văn học
Ezra Pound có đề cập đến ông gần sự ra đời của Canto 74 (bài đầu tiên trong số Pisan Cantos): 
Để xây dựng thành phố của Dioce terraces are the color of stars.